# In the Club
In the Club (рус. В клубе) — третий сольный альбом шведского певца Дэнни Сауседо, вышедший 11 марта 2011 года.
Песня «In the Club» была написана Питером и Фиггом Бостремами и самим Дэнни Сауседо и была представлена на Мелодифестивалене 2011.

## Список композиций
1. In Your Eyes — 03:24
2. Tonight (feat. The Provider) — 03:25
3. In The Club — 02:45
4. In Love with a Lover — 03:52
5. Never Gonna Take Us Down (feat. Swingfly) — 04:25
6. Catch Me If You Can — 03:19
7. Just Like That (feat. Lazee) — 03:07
8. Cassandra — 04:21